# Peter Straub

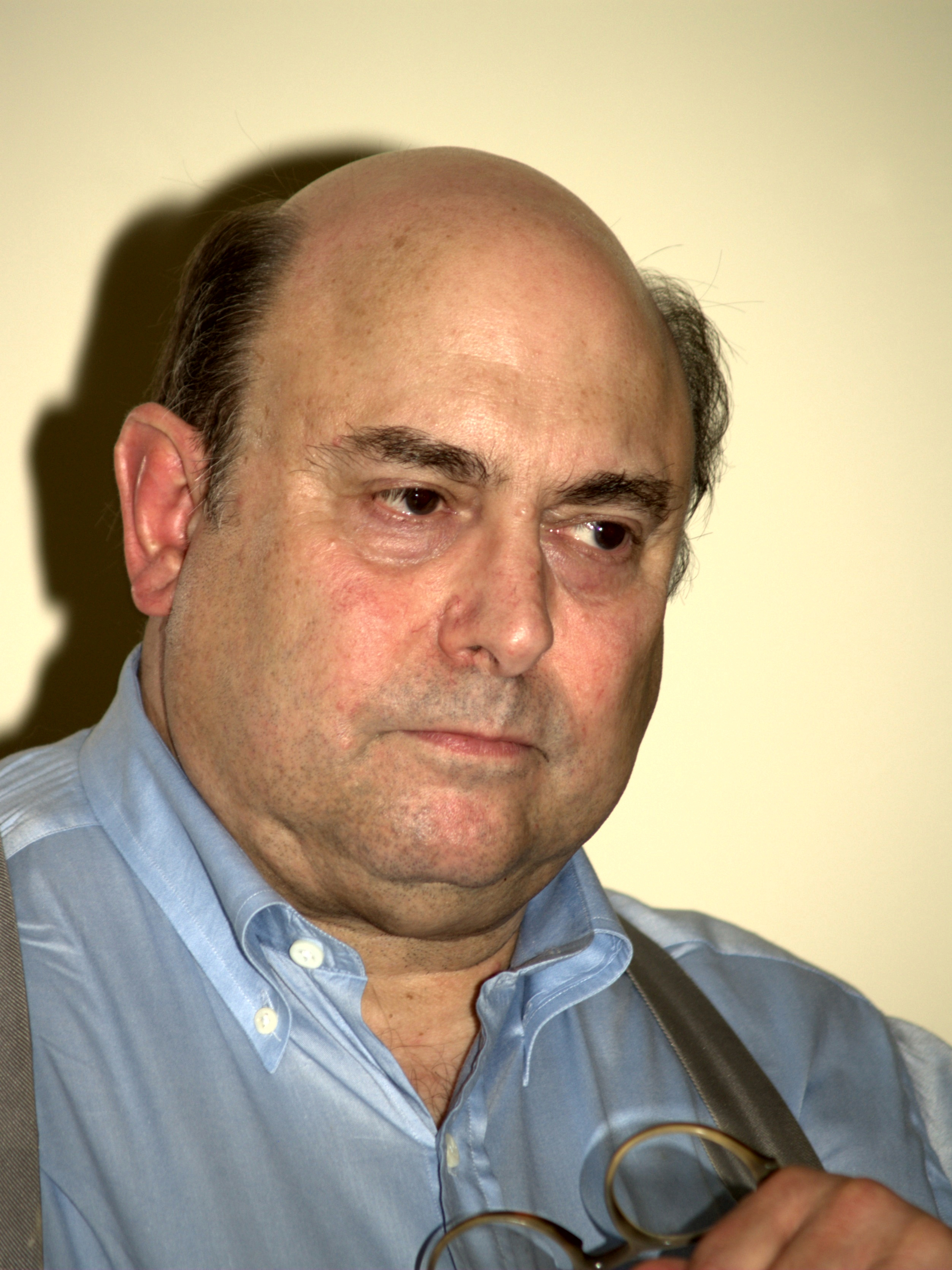
Peter Straub în 2010

Peter Francis Straub (n. 2 martie 1943, Milwaukee, Wisconsin, SUA – d. 4 septembrie 2022, New York City, New York, SUA) a fost un autor american și poet, cel mai faimos pentru lucrările sale aparținând genului literatură de groază pentru care a primit numeroase premii literare, cum ar fi Premiul Bram Stoker, Premiul World Fantasy sau International Horror Guild Award, fiind unul dintre cei mai premiați autori de literatură de groază din ultima perioadă. 

## Lucrări publicate

### Romane
- 1973: Marriages
- 1974: Under Venus
- 1975: Julia
- 1977: If You Could See Me Now
- 1979: Ghost Story
- 1980: Shadowland (Nominalizare la World Fantasy Award, 1981)[13]
- 1983: Floating Dragon (Câștigător în 1984 al August Derleth Award)[14]
- 1984: Talismanul (cu Stephen King, Câștigător în 1985 al premiilor Fantasy World și Locus)[15]
- 1988: Koko (Câștigător în 1989 al World Fantasy Award)[16]
- 1990: Mystery
- 1993: The Throat (Câștigător în 1993 al Bram Stoker Award[17] și nominalizare în 1994 la WFA[18])
- 1995: The Hellfire Club (Nominalizare în 1996 la Premiul Bram Stoker[19] și în 1997 nominalizare la Premiul August Derleth[20])
- 1999: Mr. X (Câștigător în 1999 al Bram Stoker Award[21] și nominalizare la August Derleth Award[22])
- 2001: Black House (cu Stephen King, nominalizare în 2001 la Bram Stoker Award)[22]
- 2003: Lost Boy, Lost Girl (Câștigător în 2003 al Bram Stoker Award[23] și nominalizare în 2004 la August Derleth Award[24])
- 2004: In The Night Room (Câștigător în 2004 al Bram Stoker Award)[24]
- 2010: A Dark Matter (Câștigător în 2010 al Bram Stoker Award)[25]

### Nuvele
- 1990 : Houses without doors
- 2000 : Magic Terror
- 2007 : Five Stories

### Poezie
- 1971 : My Life in Pictures (publicate împreună cu prietenul său Thomas Tessier) (Seafront Press)
- 1972 : Ishmael (Turret Books)
- 1972 : Open Air (Irish University Press)
- 1983 : Leeson Park and Belsize Square: Poems 1970 - 1975 (Underwood-Miller)